# Obrzęd
Obrzęd – zespół zakorzenionych w tradycji, najczęściej określonych przepisami, czynności i praktyk o znaczeniu symbolicznym, towarzyszących jakiejś uroczystości o charakterze związanym z charakterem społeczności. Obrzędy dzielimy na religijne i świeckie. 
Rodzaje obrzędów:
- inicjacyjne – np. obrzezanie, chrzciny
- afirmacyjne – np. jubileusz pracy, pożycia małżeńskiego
- współżycia – np. świąt rodzinnych
- izolacji – np. pożegnanie, pogrzeb
- przejścia – np. ślub